# Камилло I Гонзага
Ками́лло I Гонза́га (итал. Camillo I Gonzaga; 27 марта 1521, Новеллара, графство Новеллара — 24 апреля 1595, там же) — представитель Новелларской ветви дома Гонзага, суверенный граф Новеллары, Кортенуово и Баньоло с 1577 по 1595 год. Полковник армии Священной Римской империи. Участник Шмакальденской войны.

## Биография

### Ранние годы
Родился в замке Рокка в Новелларе утром в среду 27 марта 1521 года. Он был вторым сыном Алессандро I Гонзага, суверенного графа Новеллары и Костанцы да Корреджо. По отцовской линии приходился внуком Джампьетро I Гонзага, суверенному графу Новеллары и Катерине Торелли из дома суверенных графов Монтекьяруголо. По материнской линии был внуком Джиберто VII да Корреджо, суверенного графа Корреджо и Виоланте Пико из дома синьоров Мирандолы и суверенных графов Конкордии.
В 1533 году, вместе со старшим и младшим братьями, получил имперскую инвеституру на графство Новеллара. С ранних лет воспитывался дядей-прелатом Джулио Чезаре Гонзага, латинским патриархом Александрии. Обучался в Риме. Изучал риторику, итальянский, испанский, латинский и древнегреческий языки и готовился к карьере церковнослужителя. Его любимыми книгами были труды Юлия Цезаря и Евклида.

### Военная карьера
Поняв, что священство не является его призванием, избрал карьеру военного. В 1545 году он отказался от своих церковных бенефициев в пользу младшего брата Альфонсо и был принят на службу в армию Испанской империи в звании капитана. Следующие четверть века он прожил, в основном, сражаясь. Участвовал в войне с протестантами на территории французского королевства и германских государств. Камилло сражался рядом с императором Карлом V в битве при Мюльберге 23 апреля 1547 года.
В том же 1547 году император Карл V присвоил ему звание полковника. Следующие десять лет он провёл, сражаясь с противниками империи во Фландрии. В армии Камилло пользовался всеобщим уважением. По признанию современников, он был бодрым, энергичным человеком, отважным рыцарем и великодушным другом. Ему везло не только в сражениях, но и в азартных играх. На службе у Габсбургов Камилло дослужился до звания тайного советника испанских королей Карла V и Филиппа II. Некоторое время он был губернатором Борго-Сан-Доннино.

### Поздние годы
Завершив карьеру военного, поселился в Новелларе, где посвятил себя делам благочестия и милосердия. Им были построены многие здания в графстве. Камилло был дружен со святым Филиппом Нери, святым Карлом Борромео и святым Франсиском Борджа. По просьбе последнего в 1570 году на личные средства он построил в Новелларе коллегию иезуитов.
В 1577 году наследовал старшему брату, Франческо II, умершему бездетным. Полный титул Камилло был следующим: Камилло I Гонзага, суверенный граф Новеллары, Кортенуово и Баньоло, синьор водного канала Новеллары, синьор Сан-Томмазо, Санта-Марии, Сан-Джованни, венецианский патриций. Умер в Новелларе 24 апреля 1595 года и был похоронен в местной церкви иезуитов.

### Брак
В июле 1555 года Камилло I сочетался браком с Барбарой Борромео (9.02.1538 — 24.7.1572), дочерью миланского патриция Камилло Борромео, графа Ароны и Короны Кавацци делла Сомалья из дома графов и баронов делла Сомалья. Брак был заключён по доверенности. Жениха представлял его посланник, Джироламо Гатти. Супружеский союз оказался бездетным.